# Wehrlé & Godard-Desmarest
Wehrlé & Godard-Desmarest est un constructeur automobile français.

## Production

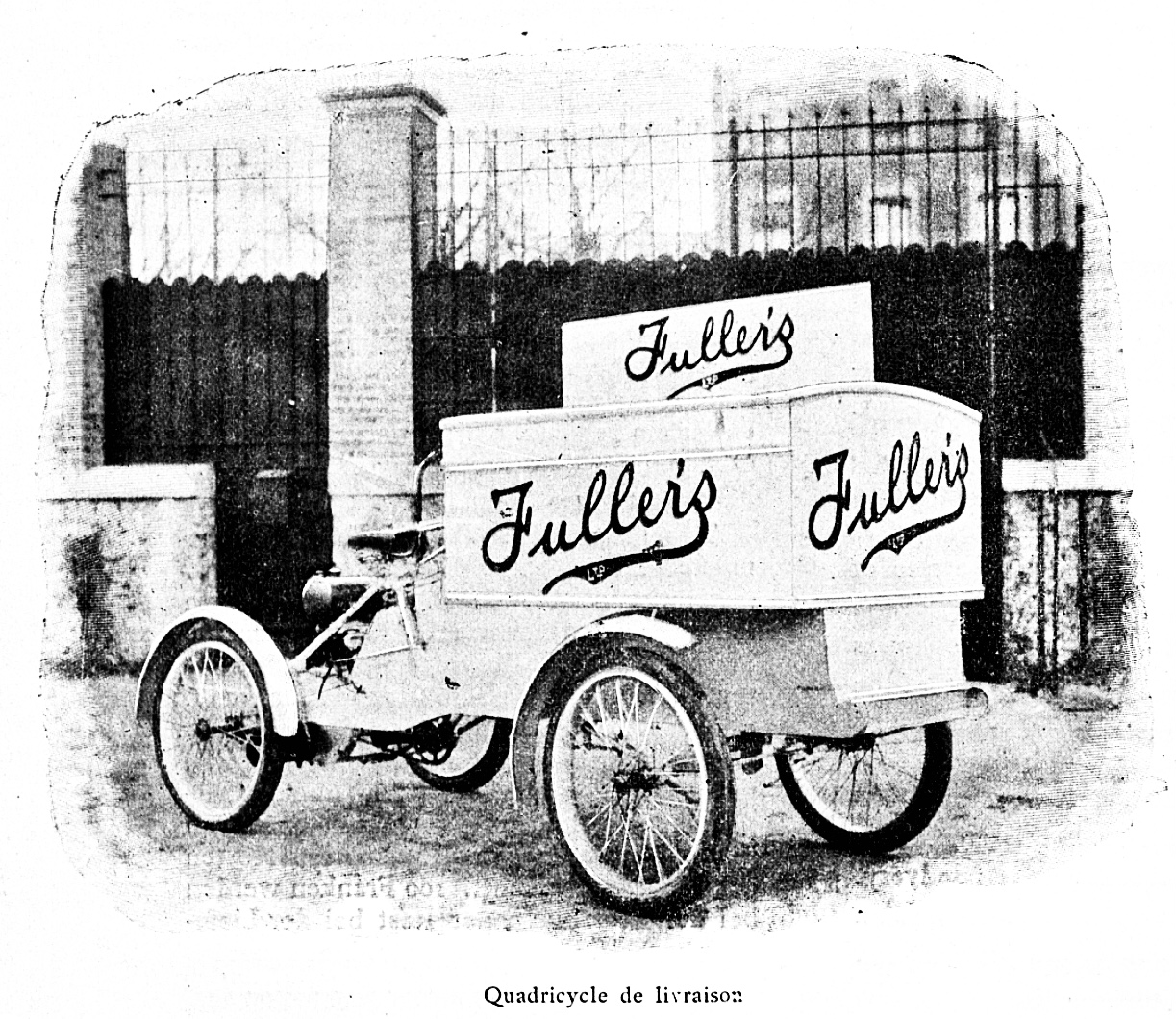
Wehrlé & Godard-Desmarest Quadricycle (1900).

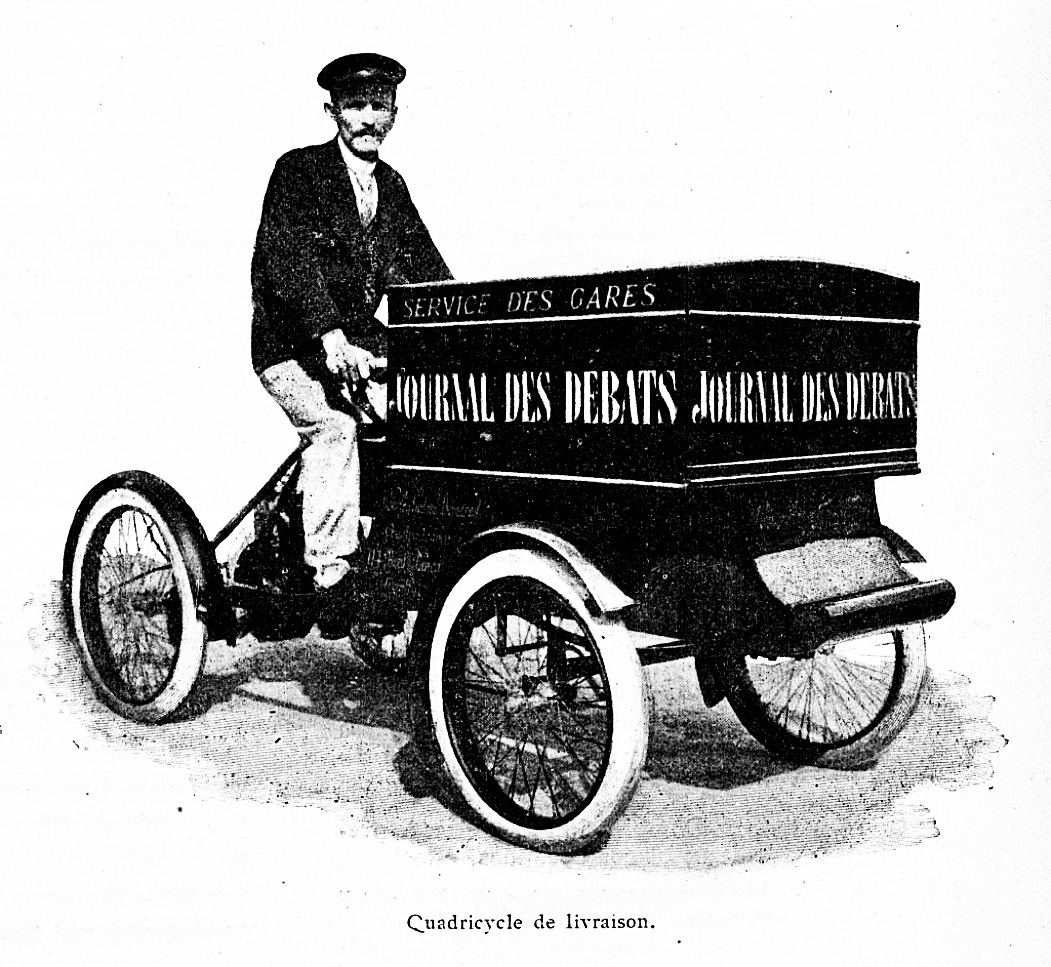
Wehrlé & Godard-Desmarest Quadricycle de livraison (1900).

L’entreprise basée à Neuilly-sur-Seine a commencé à produire des automobiles en 1900. L’usine était située au numéro 114 du Boulevard Bineau. Le nom de marque était Wehrlé & Godard-Desmarest ou Mignonette . Il y avait un véhicule de 6 ch, une voiture de 3 ch de la marque Mignonette et des véhicules de livraison en quadricycle. La particularité de Wehrlé & Godard-Desmarest était la construction du cadre en aluminium. Cela a conduit à des véhicules particulièrement légers équipés de moteurs d’Aster ou de De Dion-Bouton et offrant de bonnes performances. La production a été arrêtée la même année 1900.